# Бивер-Крик (город, Миннесота)
Бивер-Крик (англ. Beaver Creek) — город в округе Рок, штат Миннесота, США. На площади 1,3 км² (1,3 км² — суша, водоёмов нет), согласно переписи 2002 года, проживают 250 человек. Плотность населения составляет 195,2 чел./км².
- Телефонный код города — 507
- Почтовый индекс — 56116
- FIPS-код города — 27-04492[1]
- GNIS-идентификатор — 0639816[2]